# Рождественское (Сумская область)
Рождественское (укр. Рождественське) — село в Шосткинском районе Сумской области Украины. До 19 июля 2020 года входило в состав Ямпольского района.
Код КОАТУУ — 5925680406. Население по переписи 2001 года составляло 41 человек .

## Географическое положение
Село Рождественское находится на расстоянии в 2 км от села Воздвиженское.